# Золотая ветвь
Не путать с Золотой пальмовой ветвью
«Золотая ветвь: Исследование магии и религии» (англ. The Golden Bough: A Study in Magic and Religion) — пространное сравнительное исследование мифологии и религии, написанное британским учёным Джеймсом Джорджем Фрэзером (1854—1941). Вероятно, самая влиятельная книга в области сравнительной мифологии.
Первое издание вышло в 1890 году в Лондоне в двух томах; второе — трёхтомное — в 1900 году; а третье издание вышло в 1906—1915 годах и состояло из 12 томов. Позже учёным был создан сокращённый вариант книги, чтобы сделать её доступной большему числу читателей.
На основе «Золотой ветви» сформировалась ритуально-мифологическая школа в литературоведении. 

## Содержание
Книга родилась из исследования одного специфического культа. Вот как сам Фрэзер описывает особенность наследования должности жреца Дианы Немийской в городе Ариция (недалеко от Рима):

В священной роще росло дерево, и вокруг него весь день до глубокой ночи крадущейся походкой ходила мрачная фигура человека. Он держал в руке обнажённый меч и внимательно оглядывался вокруг, как будто в любой момент ожидал нападения врага. Это был убийца-жрец, а тот, кого он дожидался, должен был рано или поздно тоже убить его и занять его место. Таков был закон святилища. Претендент на место жреца мог добиться его только одним способом — убив своего предшественника, и удерживал он эту должность до тех пор, пока его не убивал более сильный и ловкий конкурент.Оригинальный текст (англ.)In this sacred grove there grew a certain tree round which at any time of the day, and probably far into the night, a grim figure might be seen to prowl. In his hand he carried a drawn sword, and he kept peering warily about him as if at every instant he expected to be set upon by an enemy. He was a priest and a murderer; and the man for whom he looked was sooner or later to murder him and hold the priesthood in his stead. Such was the rule of the sanctuary. A candidate for the priesthood could only succeed to office by slaying the priest, and having slain him, he retained office till he was himself slain by a stronger or a craftier.
Изначально Фрэзер предполагал, что изучение этого вопроса займёт немного времени. Однако для осмысления этого культа ему пришлось изучить множество мифов разных народов мира, что заняло четверть века, и вылилось в многотомный труд. Авторский замысел состоял в том, чтобы показать на бесчисленных примерах, как всё человечество интеллектуально и психологически эволюционировало: «от суеверной веры в колдунов (магическая стадия) через суеверную веру в жрецов и богов (религиозная стадия) к просвещённой вере в учёных (научная стадия)».
В своём труде Фрэзер подвергает анализу феномены магии, религии, науки, на основе чего предлагает эволюционную концепцию развития культуры в целом: «Фрейзер, разделяя идеи классического эволюционизма и предполагая, что человеческая культура в своём развитии везде проходит одинаковые ступени, разработал трехступенчатую теорию развития культуры: магия — религия — наука». Далее Фрэзер распространил метод «Золотой ветви» на библеистику в монографии «Фольклор в Ветхом завете» (1918).

## Состав произведения
- Part I. The Magic Art and the Evolution of Kings.
  - Volume I. — 3rd ed. — London: Macmillan & Co, 1920. — XXXII, 426 p.
  - Volume II. — 2nd ed. — London: Macmillan & Co, 1900. — X, 470 p.
- Part II. Taboo and the Perils of the Soul. — 3rd ed. — London: Macmillan & Co, 1911. — XV, 446 p.
- Part III. The Dying God. — 3rd ed. — London: Macmillan & Co, 1911. — XII, 305 p.
- Part IV. Adonis, Attis, Osiris: Studies in the History of Orient religion.
  - Volume I. — 3rd ed. — London: Macmillan & Co, 1914. — XIV, 317 p.
  - Volume II. — 3rd ed. — London: Macmillan & Co, 1914. — X, 321 p.
- Part V. Spirits of the Corn and of the Wild.
  - Volume I. — 3rd ed. — London: Macmillan & Co, 1912. — XVII, 319 p.
  - Volume II. — 3rd ed. — London: Macmillan & Co, 1912. — XII, 371 p.
- Part VI. The Scapegoat. — 3rd ed. — London: Macmillan & Co, 1913. — XIV, 453 p.
- Part VII. Balder the Beautiful: The Fire-festivals of Europe and the Doctrine of the External soul.
  - Volume I. — 3rd ed. — London: Macmillan & Co, 1919. — XX, 346 p.
  - Volume II. — 3rd ed. — London: Macmillan & Co, 1913. — XI, 389 p.
- Volume XII. Bibliography and General Index. — 3rd ed. — London: Macmillan & Co, 1920. — VII, 536 p.

## Значение
Считается, что «Золотая ветвь» в большей степени повлияла на литературу, искусство и общественное мнение, чем собственно на науку. Труд Фрэзера изумил викторианскую публику тем, что верования современного человека оказались не столь уж отличными от верований самых примитивных дикарей; он продемонстрировал, по словам Фрэзера, «наличие в жизни каждого общества глубинного пласта дикости, не затрагиваемого поверхностными изменениями религии и культуры». «Золотая ветвь» способствовала снижению влияния теологической картины мира. Книга наглядно воплотила научный подход к обсуждению религии, которая с точки зрения науки являет общий для всех народов культурный феномен.
Во многом определяющим было влияние главного труда Фрэзера на Владимира Проппа (который, впрочем, нередко критиковал его идеи) и на Бронислава Малиновского (вероятно, подтолкнув его к тому, чтобы стать антропологом). Писатель Р. Грейвс откликнулся на труд Фрэзера собственной подборкой поэтических мифов (отчасти вымышленных) — трактатом «Белая Богиня». Фрейд опирался на изыскания Фрэзера при разработке психоаналитического объяснения магии и анимизма (в трактате «Тотем и табу»). Глава ритуально-мифологической школы Нортроп Фрай считал, что «Золотую ветвь» можно рассматривать как руководство по литературоведению, а Дж. Б. Викери отмечал, что не только идеи, но и стилистическая манера Фрэзера предвосхищает методы современной литературы.

## Переводы на русский язык
Сокращённый русский перевод увидел свет в 1928 году (выпуски 1-4). На русский язык книга была переведена с подготовленного женой Фрэзера авторизованного сокращённого французского издания.
Полный перевод книги Фрэзера с английского оригинала, выполненный М. К. Рыклиным и опубликованный в 1980 году, критиковали за стилистические ошибки, осложняющие его понимание.

## Критика
Уже в 1920-е годы основные идеи Фрэзера считались в антропологии и этнологии устаревшими: «Вся якобы научная основа антропологии Фрэзера рассматривалась как ошибочное применение дарвиновской теории биологической эволюции к человеческой истории и психологии». Впоследствии «Золотую ветвь» жёстко критиковали многие специалисты по культурологии и антропологии (в том числе такие авторитетные, как Л. Леви-Брюль и Л. Витгенштейн). В. Я. Пропп писал в своей книге «Исторические корни волшебной сказки»:
Этнографы часто ссылаются на сказку, но не всегда её знают. Это особенно касается Фрэзера. Грандиозное здание его «Золотой ветви» держится на предпосылках, которые почерпнуты из сказки, притом из неправильно понятой и недостаточно изученной сказки. Точное изучение сказки позволит внести ряд поправок в этот труд и даже поколебать его устои.
По словам Эдмунда Лича, «Фрэзер черпал этнографические данные из самых разных источников без разбора и использовал их для иллюстрации выводов, к которым он заранее пришёл априори. Поразительно то, что всякий раз, когда данные не соответствовали его теориям, он попросту подгонял факты под нужный ему результат». Кельтологи К.-Ж. Гюйонварх и Ф. Леру в своей работе «Кельтская цивилизация» критиковали «Золотую ветвь» за упрощённую прямолинейность и европоцентризм

## Издания
- First edition, 2 vols., 1890. (Vol. I — II)
- Second edition, 3 vols., 1900. (Vol. I — II — III)
- Third edition, 12 vols., 1906-15. The last volume (1915) is an index. (Vol. V, VI, XII)
- Abridged edition, 1 vol., 1922. This edition abridges Frazer’s references to Christianity.
  - 1995 Touchstone edition, ISBN 0-684-82630-5
  - 2002 Dover reprint of 1922 edition, ISBN 0-486-42492-8
- Aftermath : A supplement to the golden Bough, 1937
- Abridged edition, edited by Robert Fraser for Oxford University Press, 1994. It restores the material on Christianity purged in the first abridgement. ISBN 0-19-282934-3

### На русском языке
- Фрэзер Дж. Золотая ветвь. Исследование магии и религии / Пер. с англ. М. К. Рыклина. — М.: Политиздат, 1980. — 831 с.
- Фрэзер Дж. Золотая ветвь: Исследование магии и религии / Пер. с англ. М. К. Рыклина. — М.: ТЕРРА-Книжный клуб, 2001. — 528 с. — (Боги и учёные). — ISBN 5-275-00248-3.
- Фрэзер Дж. Золотая ветвь. Исследование магии и религии / Пер. с англ. М. К. Рыклина. — М.: Эксмо, 2006.
- Фрэзер Дж. Золотая ветвь. Исследование магии и религии / Пер. с англ. М. К. Рыклина. — М.: Азбука, 2018. — 976 с. — ISBN 978-5-389-13530-7.